# HUNGRY
『HUNGRY』（ハングリー）は、日本のミュージシャンである長渕剛の8枚目のスタジオ・アルバムである。
1985年8月22日に東芝EMIのエキスプレスレーベルからリリースされた。前作『HOLD YOUR LAST CHANCE』（1984年）よりおよそ1年ぶりにリリースされた作品であり、作詞は長渕および秋元康、松井五郎が担当し、作曲およびプロデュースは長渕が担当している。
レコーディングには前作に続きミキサーとしてグレッグ・ラダニーが参加している他、ギタリストとしてFENCE OF DEFENSEに所属していた北島健二が参加している。音楽性は前作に続きロックサウンドを追求した作品であり、本作ではバックバンド「The Band of Spirits」を従えてさらにバンドサウンドを意識したものとなっている。
先行シングル「久しぶりに俺は泣いたんだ 」（1985年）および「勇次」（1985年）を収録している。
オリコンチャートでは最高位4位となった。

## 背景
前作『HOLD YOUR LAST CHANCE』（1984年）リリース後、長渕は8月28日の宮崎市民会館より翌1985年1月9日の日本武道館に至るまで、全国35都市全41公演におよぶライブツアー「LIVE'84 - '85 HOLD YOUR LAST CHANCE」を開催した。
その後、本作の先行シングルとして3月30日に「久しぶりに俺は泣いたんだ」（1985年）をリリース、7月22日には「勇次」（1985年）をリリースした。
音楽以外の活動としては、前年10月よりTBSラジオ『スーパーギャング』の木曜日のパーソナリティーを担当し、1985年3月まで放送する事となった他、4月5日には自身が主演したテレビドラマ『家族ゲームスペシャル』（1985年）が放送された。

## 音楽性
文芸雑誌『別冊カドカワ 総力特集 長渕剛』では、「ブルース・スプリングスティーンにEストリート・バンド、ニール・ヤングにはクレイジー・ホースがいるように、長渕剛もThe Band of Spiritsを従えた」、「前作で見事に発芽した長渕イズムがさらに大きく葉を広げる」と表記されている。
文芸雑誌『文藝別冊 長渕剛 民衆の怒りと祈りの歌』では、「このアルバムのテーマは、一〇代のころ、だれもがもっていたハングリーさをとりもどそうということである」と表記されている。

## リリース
アルバムは1985年8月22日に東芝EMIのエキスプレスレーベルよりレコード、カセットテープ、CDの3形態でリリースされた。
その後、CDのみ2006年3月8日に24ビット・デジタルリマスター、紙ジャケット仕様で再リリースされた。

## プロモーション
本作に関連するプロモーションとしては、シングル「久しぶりに俺は泣いたんだ」にて初となるプロモーション・ビデオが制作された他、フジテレビ系音楽番組『夜のヒットスタジオDELUXE』（1985年 - 1989年）に4月24日に出演し同曲を演奏、また「勇次」に関しては7月31日に同番組で演奏した他、日本テレビ系音楽番組『歌のトップテン』（1986年 - 1990年）に出演し演奏した。
さらに、本作の収録曲をすべて使用したビデオ『HUNGRY』（1985年）がリリースされている（後述）。

## アートワーク
ジャケット写真に写っている長渕は、それまでのトレードマークともいえる長髪がカットされており、若干のメイクアップが施されている。

## ツアー
本作を受けてのコンサートツアーは「LIVE'85 - '86 HUNGRY」と題し、1985年8月26日の千葉県文化会館を皮切りに52都市全62公演が行われた。しかし、このツアー中に毎日39度を超える発熱を点滴で抑えてステージに上がっていた長渕は、ステージ終了後には楽屋で昏倒する日々が続いていた。食事を摂取する事もままならず、体重は53kgを下回りやせ細った体になったが、周囲のスタッフは誰も公演を中止しようとはしなかった。結果、1986年1月22日の日本武道館公演を最後に過労により長渕はダウンし、重度の鬱状態のため残り20本全ての公演がキャンセルとなった。

## 批評
| 専門評論家によるレビュー     | 専門評論家によるレビュー |
| レビュー・スコア             | レビュー・スコア         |
| 出典                         | 評価                     |
| ---------------------------- | ------------------------ |
| CDジャーナル                 | 肯定的                   |
| 別冊カドカワ 総力特集 長渕剛 | 肯定的                   |

- 音楽情報サイト『CDジャーナル』では、「男の生きざまがぷんぷんと臭ってくるようだ。スティール・ギターを泣かせてるところなどブルースのフィーリングを感じさせる」[9]、また「グレッグ・ラダニーをミキサーに迎えて、本格的なロック・サウンドを展開。スティール・ギターなどを使用し、ブルース・ロック的な雰囲気も感じさせる」と肯定的な評価を下している[10]。

- 文芸雑誌『別冊カドカワ 総力特集 長渕剛』において音楽ライターの藤井徹貫は、「収録曲『明日へ向かって』『勇次』『STANCE』は近年のライブでもたびたび歌われるのだが、25年以上前の曲とは思えないほど、何の違和感もない。何の矛盾もない。それは主義主張を貫いている証明だ」と肯定的な評価を下している[4]。

## チャート成績
オリコンチャートでは最高位4位となり、売り上げは約9万枚となった
。また、2006年の再発版では最高位247位となった。

## 収録曲

### LP盤 / CT盤
| 全作詞・作曲: 長渕剛（特記除く）。 |                                                                     |                     |                     |                                        |      |
| #                                  | タイトル                                                            | 作詞                | 作曲・編曲          | 編曲                                   | 時間 |
| 1.                                 | 「HUNGRY」                                                          | 長渕剛 （特記除く） | 長渕剛 （特記除く） | 瀬尾一三、長渕剛 & The Band of Spirits | 6:01 |
| 2.                                 | 「STANCE」                                                          | 長渕剛 （特記除く） | 長渕剛 （特記除く） | 長渕剛 & The Band of Spirits           | 3:28 |
| 3.                                 | 「生意気なパートナー」                                              | 長渕剛 （特記除く） | 長渕剛 （特記除く） | 瀬尾一三、長渕剛 & The Band of Spirits | 5:14 |
| 4.                                 | 「QUEEN」                                                           | 長渕剛 （特記除く） | 長渕剛 （特記除く） | The Band of Spirits                    | 3:10 |
| 5.                                 | 「久しぶりに俺は泣いたんだ」(作詞: 長渕剛 / Special Thanks: 秋元康) | 長渕剛 （特記除く） | 長渕剛 （特記除く） | 瀬尾一三、長渕剛 & The Band of Spirits | 4:47 |
| 合計時間:                          | 合計時間:                                                           | 合計時間:           | 22:40               |                                        |      |

| #         | タイトル                         | 作詞      | 作曲・編曲 | 編曲                                   | 時間 |
| --------- | -------------------------------- | --------- | ---------- | -------------------------------------- | ---- |
| 6.        | 「勇次」                         |           |            | 瀬尾一三、長渕剛 & The Band of Spirits | 5:14 |
| 7.        | 「逆転ブルース」(作詞: 松井五郎) |           |            | 瀬尾一三 & The Band of Spirits         | 4:22 |
| 8.        | 「明日へ向かって」               |           |            | 浜田良美、長渕剛                       | 5:34 |
| 9.        | 「太陽へ続くハイウェイ」         |           |            | 長渕剛 & The Band of Spirits           | 5:11 |
| 合計時間: | 合計時間:                        | 合計時間: | 20:21      |                                        |      |

### CD盤
| 全作詞・作曲: 長渕剛（特記除く）。 |                                                                     |                    |                    |                                        |      |
| #                                  | タイトル                                                            | 作詞               | 作曲・編曲         | 編曲                                   | 時間 |
| 1.                                 | 「HUNGRY」                                                          | 長渕剛（特記除く） | 長渕剛（特記除く） | 瀬尾一三、長渕剛 & The Band of Spirits | 6:01 |
| 2.                                 | 「STANCE」                                                          | 長渕剛（特記除く） | 長渕剛（特記除く） | 長渕剛 & The Band of Spirits           | 3:28 |
| 3.                                 | 「生意気なパートナー」                                              | 長渕剛（特記除く） | 長渕剛（特記除く） | 瀬尾一三、長渕剛 & The Band of Spirits | 5:14 |
| 4.                                 | 「QUEEN」                                                           | 長渕剛（特記除く） | 長渕剛（特記除く） | The Band of Spirits                    | 3:10 |
| 5.                                 | 「久しぶりに俺は泣いたんだ」(作詞: 長渕剛 / Special Thanks: 秋元康) | 長渕剛（特記除く） | 長渕剛（特記除く） | 瀬尾一三、長渕剛 & The Band of Spirits | 4:47 |
| 6.                                 | 「勇次」                                                            | 長渕剛（特記除く） | 長渕剛（特記除く） | 瀬尾一三、長渕剛 & The Band of Spirits | 5:14 |
| 7.                                 | 「逆転ブルース」(作詞: 松井五郎)                                    | 長渕剛（特記除く） | 長渕剛（特記除く） | 瀬尾一三 & The Band of Spirits         | 4:22 |
| 8.                                 | 「明日へ向かって」                                                  | 長渕剛（特記除く） | 長渕剛（特記除く） | 浜田良美、長渕剛                       | 5:34 |
| 9.                                 | 「太陽へ続くハイウェイ」                                            | 長渕剛（特記除く） | 長渕剛（特記除く） | 長渕剛 & The Band of Spirits           | 5:11 |
| 合計時間:                          | 合計時間:                                                           | 合計時間:          | 43:01              |                                        |      |

### 曲解説

#### A面
1. 「HUNGRY」
2. 「STANCE」
3. 「生意気なパートナー」
4. 「QUEEN」
5. 「久しぶりに俺は泣いたんだ」
13枚目のシングル曲。シングル盤でリリースされたバージョンとは、ミックスが異なっている。

#### B面
1. 「勇次」
14枚目のシングル曲。ライブでは定番の曲である。ライブでは、「撃鉄が落とされ」の部分で観客がクラッカーを鳴らすのがお決まりである。
2. 「逆転ブルース」
3. 「明日へ向かって」
3年後にアルバム『NEVER CHANGE』において再レコーディングされている。
4. 「太陽へ続くハイウェイ」
テレビドラマ『家族ゲームII』（1984年）の劇中において長渕自身が歌唱しているシーンがある。

## スタッフ・クレジット

### 参加ミュージシャン

#### Tsuyoshi Nagabuchi and The Band of Spirits
- 田中清司 - ドラムス
- 村上律 - スティールギター
- 岡沢茂 - ベース
- 浜田良美 - ギター、コーラス
- 面谷誠二 - ギター
- 香川喜章 - キーボード、コーラス
- 片山鉱二 - サクソフォーン

#### Additional Musicians
- 北島健二 - ギター
- 瀬尾一三 - キーボード
- 国吉良一 - キーボード
- 中沢健次 - トランペット
- 兼崎順一 - トランペット
- 三田治美 - トロンボーン
- 土肥二朗 - コーラス

### スタッフ
- 長渕剛 - プロデューサー
- グレッグ・ラダニー（英語版） - ミックス・エンジニア
- 陣山俊一（ユイ音楽工房） - ディレクター
- 山里剛（ヤマハ音楽振興会） - ディレクター
- 下河辺晴三（東芝EMI） - ディレクター
- 石塚良一 - レコーディング・エンジニア
- まつざかまさのり - アシスタント・エンジニア
- 掛潤一 - アシスタント・エンジニア
- 荒木浩三 (MUSIC LAND) - ミュージシャン・コーディネーター
- ひらたしょういち - マネージャー
- 田中義則 - マネージャー
- こばやしはじめ - アルバム・カバー・デッサン
- 大川奘一郎 - 写真撮影
- 川上源一 - エグゼクティブ・プロデューサー
- 後藤由多加 - エグゼクティブ・プロデューサー

## リリース履歴
| No. | 日付          | レーベル              | 規格     | 規格品番                      | 最高順位 | 備考                                           |
| --- | ------------- | --------------------- | -------- | ----------------------------- | -------- | ---------------------------------------------- |
| 1   | 1985年8月22日 | 東芝EMI／エキスプレス | LP CT CD | ETP-90345 ZH28-1550 CA32-1150 | 4位      |                                                |
| 2   | 2006年2月8日  | 東芝EMI／エキスプレス | CD       | TOCT-25950                    | 247位    | 24ビット・デジタルリマスター、紙ジャケット仕様 |

## 映像作品
『HUNGRY』（ハングリー）は、1985年制作されたアルバムと同名のミュージックビデオ。東芝EMIよりビデオソフト及びレーザーディスクで発売された。単にステージ・シーンを撮影したものではなく、監督に原田眞人を迎え、映画『マッドマックス2』（1981年）のような荒廃した近未来を舞台に銃を手に戦う男たちを描いた、本格的なストーリー仕立ての作品だった。

### ストーリー
荒廃した近未来の世界。ロックンロールを禁止された砂漠の町、ロッカーズ・コフィンに元軍人の「少佐」と「ワン・アイ」、そしてロッカーの「ヘアー」が現れる。三人はこの町で行われている三人対三人の殺人ゲームに挑戦するためにやって来たのだ。だが少佐とワン・アイは「おまえは歌い続けろ」とヘアーを置いてゲームに挑み、チャンピオン・チームに敗れ命を落とす。一人残されたヘアーは仲間の敵を討つべく、謎の少女「チャンス」とバーの親父「軍艦島」を連れてチャンピオン・チームに挑む。

### 収録曲
| 全作曲: 長渕剛。 |                              |                                 |            |                                        |
| #                | タイトル                     | 作詞                            | 作曲・編曲 | 編曲                                   |
| 1.               | 「明日へ向かって」           | 長渕剛                          | 長渕剛     | 浜田良美、長渕剛                       |
| 2.               | 「久しぶりに俺は泣いたんだ」 | 長渕剛 / Special Thanks: 秋元康 | 長渕剛     | 瀬尾一三、長渕剛 & The Band of Spirits |
| 3.               | 「勇次」                     | 長渕剛                          | 長渕剛     | 瀬尾一三、長渕剛 & The Band of Spirits |
| 4.               | 「QUEEN」                    | 長渕剛                          | 長渕剛     | The Band of Spirits                    |
| 5.               | 「生意気なパートナー」       | 長渕剛                          | 長渕剛     | 瀬尾一三、長渕剛 & The Band of Spirits |
| 6.               | 「太陽へ続くハイウェイ」     | 長渕剛                          | 長渕剛     | 長渕剛 & The Band of Spirits           |
| 7.               | 「逆転ブルース」             | 松井五郎                        | 長渕剛     | 瀬尾一三 & The Band of Spirits         |
| 8.               | 「STANCE」                   | 長渕剛                          | 長渕剛     | 長渕剛 & The Band of Spirits           |
| 9.               | 「HOLD YOUR LAST CHANCE」    | 長渕剛                          | 長渕剛     | 瀬尾一三                               |
| 10.              | 「HUNGRY」                   | 長渕剛                          | 長渕剛     | 瀬尾一三、長渕剛 & The Band of Spirits |